# Salbithütte
Die Salbithütte ist eine Berghütte des Schweizer Alpen-Clubs (SAC) in den Urner Alpen. Sie liegt im Göscheneralptal bei Göschenen im Kanton Uri auf einer Höhe von 2105 m ü. M.
Als sie 1931 erbaut wurde, bot sie 28 Plätze, der Zugang im Winter war als „nicht ungefährlich“ angegeben. 1966 wurde die Hütte nach den Plänen von Jakob Eschenmoser erweitert. 1979 folgte ein Erweiterungsbau und 1998 ein Umbau.
Seit 2010 führt der Weiterweg zur Voralphütte und zum Salbitschijenbiwak über die Salbitbrücke und ist seit dieser Zeit für geübte und schwindelfreie Bergwanderer begehbar.

## Zustiege
- Von Göschenertal: Ulmi (Posthaltestelle Salbit) oder Grit (Parkplatz) 1195 m ü. M. über Regliberg (Normalroute) in 2 ½ Stunden, Schwierigkeitsgrad T2. Postautobetrieb im Sommerhalbjahr.

- Vom Bahnhof Göschenen in 3 bis 3 ½ Stunden, T2.

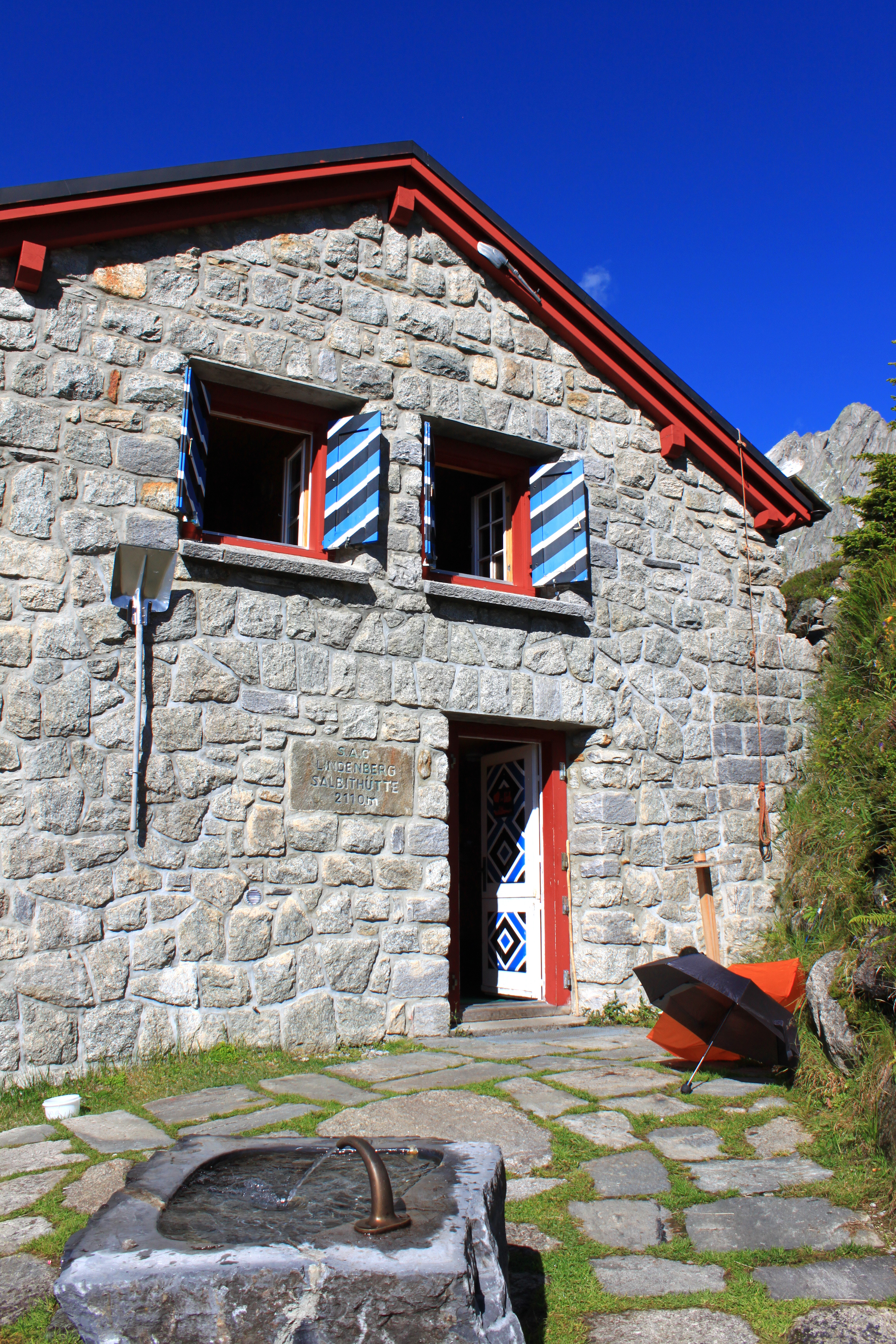
Salbithütte
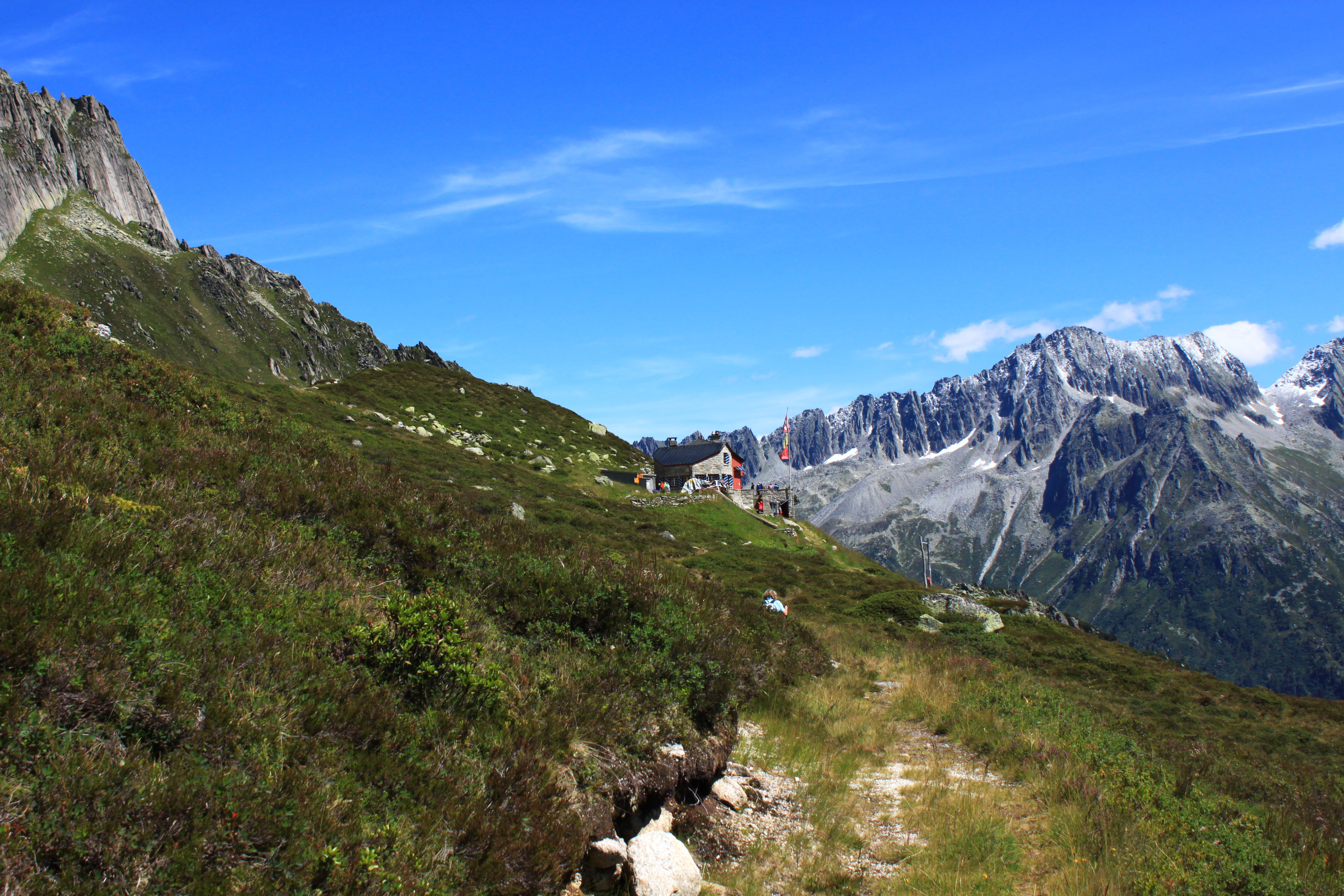
Kurz vor der Salbithütte etwas unterhalb des Meiggelengrates.